# Обуховский, Виктор Степанович
Виктор Степанович Обуховский (бел. Віктар Сцяпанавіч Абухоўскі; 11 октября 1973 года, Селец, Сморгонский район — 4 октября 2007, Минск) — белорусский археолог.

## Биография
Родился 11 октября 1973 года в местечке Селец. Отец — Степан Степанович Обуховский из деревни Хомуты, выпускник Поречской десятилетней школы и Гродненского педагогического института имени Янки Купалы, работал учителем физики в школе села Путришки и главой Путришковского сельисполкома. Мать — Зоя, также учительница. Сестра — нейрохирург.
Виктор провёл детство в деревнях Путришки и Хомуты (Гродненский район), а также в агрогородке Рожанка. Окончил среднюю школу и ПТУ № 141 г. Гродно. Пытался поступить на исторический факультет БГУ, но в 1992 году поступил во Вроцлавский университет, где посещал подготовительные курсы при Политехнической академии и изучал польский язык, а через год перевёлся в Варшавский университет на специальность «археология». В 1998 году окончил его и защитил магистерскую диссертацию «Финальный палеолит и мезолит правобережной части верхнего Немана» (пол. Schyłkowy paleolit i meyolit prawobrzeżnej strefy dorzecza górnego Niemna). Докторантуру Института археологии Варшавского университета окончил в 2003 году, защитив диссертацию «Финальный палеолит и мезолит Западной Белоруссии», в 2004—2007 годах преподавал на кафедре археологии и специальных исторических дисциплин исторического факультета БГУ.
Виктор Обуховский изучал памятники каменного и бронзового века доисторической Белоруссии (на западе страны) и соседних стран, анализировал развитие обработки камня (технологии и типологии) от палеолита до современности на территории Белоруссии и соседних стран. В мае 1995 года вместе с Вадимом Лакизой обследовал побережье реки Свислочь в Свислоцком районе, летом того же года участвовал в раскопках селения Пархуты-1 (Дятловский район). В 1997 году получил Открытый лист для производства раскопок на поселении Бершты Щучинского района Гродненской области. Исследовал стоянки финального палеолита около деревень Ковальцы, Хомуты (Гродненский район), Ополь (Ивановский район), Бобровичи (Ивацевичский район), Пышки (Гродненский район), Октябрьский и Старые Войковичи (Барановичский район). За время обучения в докторантуре открыл стоянку Ковальцы-4 позднего палеолита.
Успел опубликовать 33 статьи (многие в соавторстве) и монографию «Находки кремнёвых и каменных изделий от палеолита до раннего железного века на территории Беларуси в фондах Археологического государственного музея в Варшаве», первую профессиональную публикацию артефактов, происходящих из Беларуси и хранящихся в фондах Варшавского Археологического музея. Умер 4 октября 2007 года после тяжёлой болезни.

## Научные работы
- Аб работах у басейне Ясельды / Алена Калечыц, Віктар Абухоўскі // Гістарычна-археалагічны зборнік. — 2003. — № 18. — С. 252 — 254.
- Археалагічнае абследаванне ўзбярэжжаў Нёмана ў зоне будаўніцтва Гродзенскай ГЭС / Віктар Абухоўскі, Алена Калечыц, Вадзім Лакіза, Максім Чарняўскі, Міхал Чарняўскі // Гістарычна-археалагічны зборнік. — 2004. — № 19. — С. 272 — 273.
- Археалагічныя даследаванні на тэрыторыі Беларускага Панямоння ў 2002 г. / Віктар Абухоўскі, Вадзім Лакіза // Гістарычна-археалагічны зборнік. — 2003. — № 18. — С. 262 — 264.
- Археалагічныя даследаванні ў зоне рэканструкцыі Агінскага канала / Алена Калечыц, Вадзім Лакіза, Міхаіл Чарняўскі, Віктар Абухоўскі // Гістарычна-археалагічны зборнік. — 2007. — Вып. 23. — С. 201 — 203.
- Археалагічныя разведкі 2003 г. ў басейне Нёмана / Вадзім Лакіза, Віктар Абухоўскі, Вітальд Мігаль, Катажына Барска // Гістарычна-археалагічны зборнік. — 2004. — № 19. — С. 276 — 277.
- Археалагічныя разведкі на Беларускім Панямонні / Вадзім Лакіза, Віктар Абухоўскі // Гістарычна-археалагічны зборнік. — 2005. — № 20. — С. 225 — 227.
- Археалагічныя раскопкі на помніку позняга неаліту-бронзавага веку Навасёлкі 1 / Вадзім Лакіза, Алена Калечыц, Віктар Абухоўскі // Гістарычна-археалагічны зборнік. — 2006. — № 21. — С. 183 — 184.
- Да пытання аб старажытнейшым насельніцтве Беларускага Падзвіння / В. А. Абухоўскі // Актуальные проблемы из исторического прошлого и современности в общественно-гуманитарных и социо-религиоведческих науках Беларуси, ближнего и дальнего зарубежья: Материалы междунар. науч.-теорет. конф. 19 — 20 апреля 2007 г.: В 2 ч. / Мин-во образования РБ, УО «ВГУ им. П. М. Машерова»; Редкол.: В. А. Космач (гл. ред.). Ч. 1. — Витебск: ВГУ им. П. М. Машерова, 2007. — 480 с. — С. 13 — 15. — ISBN 978-985-425-761-7.
- Засяленне тэрыторыі Беларускага Панямоння ў X — V тыс. да н.э. // Культура Гродзенскага рэгіёну: праблемы развіцця ва ўмовах поліэтнічнага сумежжа: Зборнік навуковых прац / [Мін-ва адукацыі РБ; УА «ГрДУ імя Я. Купалы]; Адк. рэд. А. М. Пяткевіч. — Гродна: ГрДУ, 2003. — 399 с. — С. 182 — 188. — ISBN 985-417-479-4.
- Матэрыялы каменнага і бронзавага вякоў з ваколіц маёнтка Антонава былога Слонімскага павета / В. С. Абухоўскі // Слонімшчына вачыма навукоўцаў і краязнаўцаў: Матэрыялы рэгіян. гіст.-краязн. канф., прысвеч. 750-годдзю г. Слоніма і 70-годдзю заснав. Слонім. раён. краязн. музея імя І. І. Стаброўскага; [Склад.: Д. С. Аляшкевіч, І. П. Крэнь; Рэдкал.: І. П. Крэнь (адк. рэд.) і інш.]. — Слонім: ГАУПП «Слонімская друкарня», 2002. — 391 с. — С. 44 — 48. — ISBN 985-6602-22-X.
- Новыя даследаванні на Юравіцкай верхнепалеалітычнай стаянцы / Алена Калечыц, Віктар Абухоўскі // Гістарычна-археалагічны зборнік. — 2007. — Вып. 23. — С. 183 — 186.
- Палеалітычныя помнікі Беларусі. Культурна-храналагічная дыферэнцыяцыя крыніц. — Мн.: Беларуская навука, 2010. — 322 с.: іл.
- Работы на Юравіцкай верхнепалеалітычнай стаянцы / Алена Калечыц, Віктар Абухоўскі, Вадзім Лакіза // Гістарычна-археалагічны зборнік. — 2006. — № 21. — С. 177.
- Раскопкі на Аўгустоўскім канале / Віктар Абухоўскі, Алена Калечыц, Вадзім Лакіза, Міхаіл Чарняўскі // Гістарычна-археалагічны зборнік. — 2006. — № 21. — С. 178 — 180.
- Раскопкі паселішча Жылічы-1 / Алена Калечыц, Міхал Чарняўскі, Віктар Абухоўскі, Вадзім Лакіза, Мікола Крывальцэвіч, Ігар Язэпенка, Максім Чарняўскі // Гістарычна-археалагічны зборнік. — 2004. — № 19. — С. 274.
- Раскопкі стаянкі Бершты VI / В. Абухоўскі // Гістарычна-археалагічны зборнік. — 1999. — № 14. — С. 48 — 53.
- Чатырохбаковыя крамянёвыя шліфаваныя вырабы ў зборы Нацыянальнага музея гісторыі і культуры Беларусі / Віктар Абухоўскі, Аляксандра Зуева, Віталь Сідаровіч // Acta archaeologica Albaruthenica. — 2008. — Vol. III. — С. 17 — 41.
- Этапы засялення Бабровіцкага мікрарэгіёна ў фінальным палеаліце — бронзавым веку / Віктар Абухоўскі, Алена Калечыц, Вадзім Лакіза, Элона Ляшкевіч // Гістарычна-археалагічны зборнік. — 2003. — № 18. — С. 14 — 24.